# Stachys chrysantha
Stachys chrysantha là một loài thực vật có hoa trong họ Hoa môi. Loài này được Boiss. & Heldr. miêu tả khoa học đầu tiên năm 1846.

## Hình ảnh

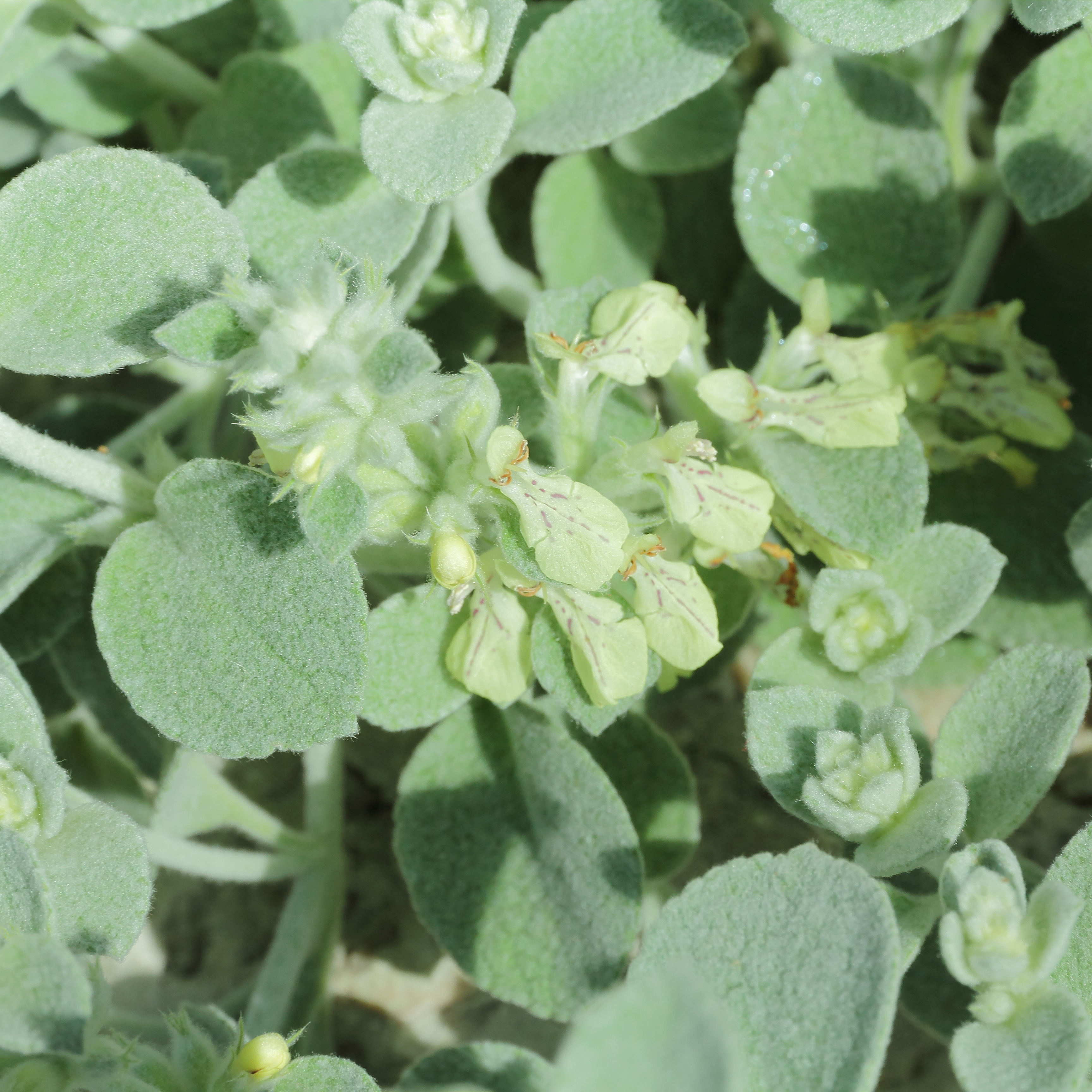